# Amata vitrea
Amata vitrea är en fjärilsart som beskrevs av Walker 1856. Amata vitrea ingår i släktet Amata och familjen björnspinnare. Inga underarter finns listade i Catalogue of Life.